# Johann Resch (Politiker, 1890)

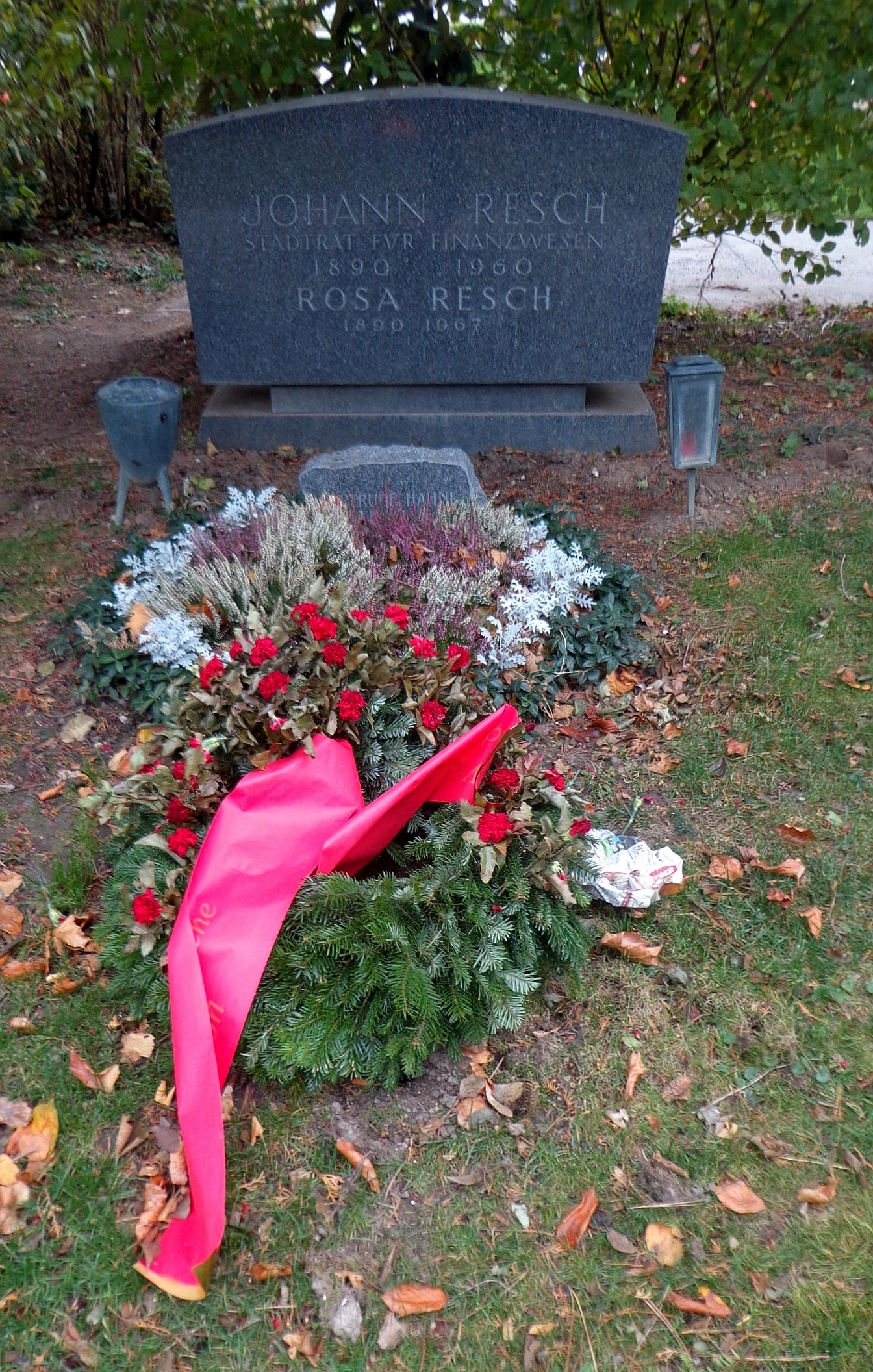
Wiener Zentralfriedhof – Ehrengrab von Johann Resch (2017)

Johann Resch (* 11. November 1890 in Pottschach; † 26. April 1960 in Wien) war ein österreichischer Politiker (SPÖ) und amtsführender Stadtrat.

## Leben und Wirken
Johann Resch wurde am 11. November 1890 als Sohn des Kaufmanns und Grundbesitzers Franz Resch (* 11. Jänner 1867 in Retz) und dessen Ehefrau Maria (geborene Hlafka; * 8. November 1864 in Wollein in Mähren) in Pottschach geboren und am 24. November 1890 auf den Namen Johann (Johannes vom Kreuz) getauft. Seine Eltern hatten am 20. August 1887 in der damals noch eigenständigen Gemeinde Meidling bei Wien geheiratet. Seine Großeltern väterlicherseits waren der Glasermeister Ludwig Resch und dessen Frau Eleonora (geborene Bucher). Seine Großeltern mütterlicherseits waren der Walkmüller Franz Hlafka und dessen Ehefrau Franziska (geborene Schwenger).
Resch wuchs als Sohn einer Gastwirtsfamilie auf. Da das Gasthaus seiner Eltern in Währing ein Treffpunkt des sozialdemokratischen Partei- und Gewerkschaftslebens war, kam Resch bereits früh in Kontakt mit der Politik. Resch studierte an der Theologischen Hochschule, wechselte jedoch 1910 in den Gemeindedienst. Er wurde Obmann des Arbeiterrates von Meidling und baute in Meidling die Sozialdemokratische Unterrichtsorganisation auf. Am 7. August 1916 heiratete er in Wien-Währing eine Rosa Morihart. 1920 wurde Resch vom Stadtrat Hugo Breitner ins Rathaus berufen und wurde einer seiner engsten Mitarbeiter. Ihm wurde unter anderem die Abwicklung der Fürsorgeabgabe übertragen, zudem übernahm er planerische Verwaltungsaufgaben. Nachdem er 1927 in die Direktion der Städtischen Straßenbahnen berufen worden war, begann er mit der Reorganisation der defizitären Verkehrsbetriebe. 1930 wurde er in der Folge zum Direktor ernannt.
Nach der Niederschlagung des Österreichischen Bürgerkriegs wurde Resch auf Grund seiner politischen Gesinnung aus dem Gemeindedienst entlassen, worauf er in der Privatwirtschaft arbeitete und ab 1940 Prokurist war. Nach dem Ende des Zweiten Weltkriegs wurde er wieder Direktor der Verkehrsbetriebe und 1946 zum Generaldirektor der Wiener Stadtwerke befördert. Am 5. Dezember 1949 wurde er als Abgeordneter zum Landtag und Mitglied des Gemeinderats angelobt, dem er bis zum 11. Dezember 1959 angehörte. Nach dem Tod von Paul Speiser wurde Resch am 20. November 1947 in die Wiener Landesregierung gewählt und übernahm das Ressort für Finanzwesen. Resch leitete das Ressort bis zum 17. September 1957 und gehörte damit den Landesregierungen Körner II und III sowie Jonas I und II an. Des Weiteren war Resch Mitglied des Finanzbeirates der SPÖ, Obmann der Verkehrssektion der Handelskammer und Vizepräsident der Österreichischen Verbundgesellschaft. Zudem hatte er zwischen 1951 und 1956 das Amt des Vizepräsidenten der Österreichischen Nationalbank inne.
Nach seinem Tod wurde Resch auf dem Wiener Zentralfriedhof in einem Ehrengrab (Gruppe 14C, Nr. 26) bestattet.

## Auszeichnungen und Ehrungen
- Bürger der Stadt Wien (14. November 1957)
- Der 1950/51 errichtete Johann-Resch-Hof in der Atzgersdorfer Straße/Hetzendorfer Straße wurde nach ihm benannt